# 地桂属
地桂属（学名：Chamaedaphne）是杜鹃花科下的一个属，为常绿灌木植物。该属仅有Chamaedaphne calyculata一种，分布于北温带。